# Пертевано (Леко)
Пертевано је насеље у Италији у округу Леко, региону Ломбардија.
Према процени из 2011. у насељу је живело 172 становника. Насеље се налази на надморској висини од 297 м.